# Давид Дюриш
Давид Дюриш (словац. Dávid Ďuriš;22 березня 1999) — словацький професійний футболіст, грає на позиції нападника у клубі Жиліна.

## Клубна кар'єра

### Жиліна
20 липня 2019 року Дюріш дебютував у Фортуна Лізі за «Жиліну» проти «Земпліна» у Міхаловце.

## Кар'єра у збірній
Вперше Дюриш був викликаний Франческо Кальцона до складу національної збірної Словаччини у вересні 2022 року для участі в матчах Ліги націй УЄФА 2022—2023 років, а потім був повторно викликаний перед листопадними товариськими матчами. Дебютував у національній збірній 22 вересня 2022 року на «Штадіон Антона Малатінскего», вийшовши на заміну на 83-й хвилині матчу проти Азербайджану. Дюриш замінив Матуша Беро, словаки поступалися з рахунком 0–1 і програли з рахунком 1–2 після ще двох голів Еріка Їрки та Ходжата Хагверді.